# Sophie Bennett
Sophie Bennett (ur. 6 lutego 1989 w Toronto) – kanadyjska aktorka i piosenkarka. Najczęściej kojarzona jest ze swoją rolą Stevie Lake z serialu Przygody w siodle.

## Muzyka
W latach 2001–2004 nagrała 3 albumy: Fun for everyone, On top of the world oraz Secrets and dreams do Przygód w siodle.
W 2005–2006 z koleżanką z planu Przygód w siodle Kia Luby stworzyła zespół Sophie & Kia. 2. singiel zespołu Sophie & Kia He’s everything znalazł się na 11. miejscu australijskiej listy przebojów (na 40 utworów).

## Filmografia

### Filmy
- 1999: What Katy Did jako Elsie Carr
- 1998: Uniwersalny żołnierz II: Towarzysze broni jako Annie
- 1998: Potęga przyjaźni jako mała dziewczynka
- 1997: Zabójczy sekret jako Crystal Hughes
- 1996: Critical Choices jako Danette

### Seriale
- 2002: Polowanie na czarownice jako Abigail Williams
- 2002: Odyssey 5 jako Brianna Mason (gościnnie)
- 2001: Przygody w siodle jako Stephanie ‘Stevie’ Lake
- 1998–2001: Real Kids, Real Adventures jako Stephanie (gościnnie)
- 1996–1998: Gęsia skórka jako średniowieczna dziewczyna / Katie Zinman